# Comte de Desmond

Armoiries des comtes de Desmond (quatrième attribution)

Le titre de comte de Desmond, nommé d'après le comté de Desmond dans le Munster occidental, a été historiquement tenu par des seigneurs en Irlande, d'abord comme titre en dehors du système de pairie, et plus tard dans la pairie d'Irlande.
Le comté original de Desmond, basé sur de larges possessions terriennes dans le Munster, appartenait à la famille anglo-normande des FitzGerald, présente en Irlande depuis 1170. Les comtes de Desmond descendent de Maurice FitzGerald (en) († 1176), et de son fils Thomas († v. 1213).

## Liste des comtes de Desmond

### Première création (1329)
- 1329-1356 : Maurice FitzGerald (v.1293-1356), justiciar d'Irlande ;
- 1357-1358 : Maurice FitzGerald (1336-1358), fils du précédent ;
- 1359-1398 : Gerald FitzGerald (1338?-1398), Lord Justice d'Irlande de 1367, frère du précédent ;
- 1398-1399 : John FitzGerald († 1399), fils du précédent ;
- 1399-1401 : Maurice FitzGerald, frère du précédent comte de facto ;
- 1401-1411 : Thomas FitzGerald (v.1386-1420), fils de John ;
- 1411-1463 : James FitzGerald († 1463), oncle du précédent ;
- 1463-1468 : Thomas Fitzgerald (1426?-1468), Lord Deputy d'Irlande en 1463 ;
- 1468-1487 : Jame FitzGerald (1459-1487), fils du précédent ;
- 1487-1520 : Maurice FitzGerald († 1520), frère du précédent ;
- 1520-1529 : James FitzGerald († 1529), fils du précédent ;
- 1529-1534 : Thomas Fitzgerald (1454-1534), oncle du précédent ;
  - 1534-1541 : James FitzGerald (v.1462-1541), fils considéré comme illégitime du précédent. 12e comte De jure;
  - 1534-1536 : John fitz Thomas FitzGerald, dit John de Desmond († 1536), 12e comte De facto;
- 1536-1558 : James FitzGerald († 1558), fils de John de Desmond ;
- 1558-1582 : Gerald FitzGerald (v.1533-1583), fils du précédent. Déshonoré en 1582 ;
- 1598 : James Fitzgerald († 1608?), rebelle, petit-fils du 14e comte, assume le titre en 1598 ; dit « the súgán earl » ;
- 1607-1615 John FitzGerald, prétendant.
- 1615-1632 Gerald FitzGerald, prétendant.

### Deuxième création (1619)
- 1619-1628 : Richard Preston († 1628), lord Dingwall. Titre éteint à sa mort.

### Troisième création (1628)
- 1628-1666 : George Feilding (en) († 1666) ;
- 1666-1685 : William Feilding (1640–1685), devient 3e comte de Denbigh (en) en 1675.

Par la suite, les titres fusionnent. Voir l'article comte de Denbigh (en) pour les comtes suivants.

## Sources
- (en) Cet article est partiellement ou en totalité issu de l’article de Wikipédia en anglais intitulé « Earl of Desmond » (voir la liste des auteurs).
- Earl of Desmond sur Leigh Rayment's Peerage Page